# 私のお気に入り
「私のお気に入り」（わたしのおきにいり、原題: My Favorite Things）は、ミュージカル『サウンド・オブ・ミュージック』（1959年）のうちの1曲。リチャード・ロジャース作曲、オスカー・ハマースタイン2世作詞。

## 主なカバー・バージョン
- アウトキャスト
- 青木カレン
- 赤坂達三 – JR東海「そうだ 京都、行こう。」CMソング。
- アル・ジャロウ
- 伊藤君子 – 津軽弁による「わあの大好きだもの」としてカバー。
- ウェス・モンゴメリー
- 上原ひろみ – 2008年に発売のアルバム『ビヨンド・スタンダード』に収録され、2011年にJR東海「そうだ 京都、行こう。」CMソングとして別アレンジでカバー[1]。
- ウディ・ハーマン
- M-pact（英語版）
- エリック・アレキサンダー（英語版）
- オリビア・オン
- Cuarteto Sonando
- キャロル・キング
- グラント・グリーン
- ケニー・G
- ケニー・バレル
- ケリー・クラークソン
- ゴンチチ
- さねよしいさ子
- サラ・ボーン
- サン・ラ
- JJ・ヘラー（英語版）
- JUJU
- ジョーイ・アレキサンダー（英語版）
- ジョアン・チャモロ（英語版）
- ジョン・コルトレーン - アルバム『マイ・フェイヴァリット・シングス』のタイトル曲。
- The Supremes
- ソフィー・エリス・ベクスター - 『ソングス・フロム・ザ・キッチン・ディスコ』に収録。
- 丹波博幸 – JR東海「そうだ 京都、行こう。」CMソング。
- Char – 2013年のJR東海「そうだ 京都、行こう」CMソング[2]。
- ダイアナ・ヴィッカーズ（英語版）
- 堤智恵子
- デイヴ・ブルーベック – 1965年に発売のアルバム『マイ・フェイヴァリット・シングス（英語版）』に収録。
- 土岐麻子
- TOKU
- トニー・ベネット
- トルヴェール・クヮルテット
- ドン・フリードマン
- バーブラ・ストライサンド
- ハナスプリング
- 平原綾香
- ビル・エヴァンス
- ブライアン・セッツァー・オーケストラ
- ブラッド・メルドー
- ペリー・コモ
- Pentatonix
- ホセ・ジェイムズ
- マーク・マーフィー
- マセーゴ（英語版）
- マッコイ・タイナー – 2008年に発売のアルバム『Guitars（英語版）』収録
- 松本孝弘 – 2003年のJR東海「そうだ 京都、行こう」CMソング[3]。2005年に発売のアルバム『Theatre Of Strings』に収録[4]。
- 村治佳織
- メアリー・J. ブライジ
- 山下洋輔（ピアノソロ、山下洋輔ニューヨークトリオ）
- 森田真奈美
- ユン・サナ（英語版）
- ヨーヨー・マ
- 羊毛とおはな
- ライバッハ
- ルーサー・ヴァンドロス
- 渡辺美里
- Madeth gray'll - 2000年のアルバム『Lucifer 〜魔境に映る呪われた罪人達と生命の終焉〜』収録の「生命の終焉」にて引用。

### パロディ
パニック!アット・ザ・ディスコが2005年に発表した楽曲「神を創造し、僕達は話そう」のブリッジの歌詞とメロディは本作のパロディとなっている。
アリアナ・グランデは、2019年に発売した「7 Rings」で本作のメロディを取り入れている。

## その他のメディアでの使用
日本では、東海旅客鉄道（JR東海）の観光キャンペーン「そうだ 京都、行こう。」のCMソングとして毎回異なるオリジナルアレンジが使用されている。
映画『ダンサー・イン・ザ・ダーク』の冒頭で、ビョーク演じるセルマがミュージカルの稽古をしているときに、仲間が歌っている歌でもある。

## チャート成績
| チャート (1966年)        | 最高位 |
| ------------------------ | ------ |
| シンガポール (Billboard) | 10     |

| チャート (2011年)                         | 最高位 |
| ----------------------------------------- | ------ |
| Canadian Digital Song Sales (Billboard)   | 74     |
| US Holiday Digital Song Sales (Billboard) | 21     |